# Andrzej Rychlik
Andrzej Jan Rychlik (ur. 19 czerwca 1955 w Zduńskiej Woli) – polski polityk, inżynier, nauczyciel akademicki, przedsiębiorca, poseł na Sejm I kadencji.

## Życiorys

### Wykształcenie i praca zawodowa
W 1979 ukończył studia na wydziale radiotechnicznym politechniki w Odessie. W 1987 na tej samej uczelni uzyskał stopień doktora nauk technicznych. W 1980 ukończył również podyplomowe studia pedagogiczne na Politechnice Łódzkiej.
W 1979 został zatrudniony na Politechnice Łódzkiej, objął stanowisko adiunkta w Instytucie Informatyki. Pracował też na Wydziale Nauczycielskim Politechniki Radomskiej oraz w Bałtyckiej Wyższej Szkole Humanistycznej. Został także nauczycielem akademickim na Akademii Humanistyczno-Ekonomicznej w Łodzi.
Prowadził własną firmę z branży informatycznej. W 1995 został zastępcą prezesa Związku Telewizji Kablowych w Polsce – Izba Gospodarcza. W 2015 wszedł w skład zespołu ds. telekomunikacji przy ministrze cyfryzacji. Został także członkiem rady przedsiębiorców przy rzeczniku małych i średnich przedsiębiorców. Autor publikacji w „Myśli Polskiej” oraz pismach branży komputerowej.

### Działalność polityczna
W wyborach do Sejmu w 1991 uzyskał mandat posła na Sejm I kadencji z listy Konfederacji Polski Niepodległej w okręgu piotrkowskim. Zasiadał w Komisji Edukacji, Nauki i Postępu Technicznego jako jej wiceprzewodniczący. Był także członkiem jedenastu podkomisji. W trakcie kadencji odszedł z KPN.
W 1993 wstąpił do partii Przymierze Samoobrona, a następnie z listy utworzonego przez nią komitetu wyborczego Samoobrona – Leppera bez powodzenia ubiegał się o reelekcję w wyborach do sejmu w tym samym roku (otrzymał 764 głosy). W wyborach w 1997 bezskutecznie kandydował do sejmu z listy Bloku dla Polski. Działał też w Lidze Polskich Rodzin, z ramienia której kandydował do sejmiku łódzkiego w 2002. W 2005 ponownie bezskutecznie startował do Sejmu z listy Narodowego Odrodzenia Polski, otrzymując 21 głosów w okręgu łódzkim.

## Odznaczenia
W 2006, za wyjątkowo sumienne wykonywanie obowiązków wynikających z pracy zawodowej, został odznaczony przez prezydenta Lecha Kaczyńskiego Brązowym Krzyżem Zasługi.